# Fútbol americano
El fútbol americano (en inglés, American Football o simplemente Football) es un deporte norteamericano creado en los Estados Unidos en 1869, que se expandió a México y Canadá. Deriva del rugby inglés. Durante un partido se encuentran dos equipos con 11 jugadores cada uno en el campo, que se dividen en ofensiva, defensiva y en equipos especiales, estos deben obedecer lo que digan el quarterback y los entrenadores, cada equipo tiene 45 jugadores intercambiables y un partido tiene una duración de 60 minutos, el cual se divide en 4 cuartos de 15 minutos cada uno.
Es uno de los deportes de contacto más competitivos de EE. UU., que se practica actualmente en más de setenta países, aunque solo lo viven de manera intensa y apasionada en Norteamérica. En México varias reglas tuvieron que ser ajustadas y agregadas, haciendo el juego más táctico y rápido, mientras que Canadá creó el fútbol canadiense, deporte que deriva del mismo fútbol americano.
La mayor manifestación competitiva y mediática se da en la NFL, la liga de fútbol americano profesional de los Estados Unidos; seguida de la Canadian Football League (CFL) y la Liga de Fútbol Americano Profesional de México (LFA). El fútbol americano universitario, que se practica a nivel aficionado en Estados Unidos, también goza de gran popularidad.
Este deporte se confunde habitualmente con el rugby, aunque son totalmente diferentes. Además, a menudo se confunde con el «fútbol clásico» de origen europeo (conocido como Soccer en Estados Unidos y Canadá). México es el único país hispanohablante que llama «fútbol» tanto al fútbol clásico como al fútbol americano e incluso, aunque no muy usual, puede usar los términos Soccer y Americano para diferenciarlos entre sí.
Es un deporte bastante intenso y complejo en el que se requiere un gran estado físico. En los últimos años hay una gran controversia por las lesiones cerebrales que sufren algunos jugadores y más de 100 000 jugadores retirados que han interpuesto demandas contra la NFL, argumentando haber ignorado y no haber advertido a los jugadores de los peligros de conmoción, traumas y otras lesiones cerebrales, debido a esto las reglas son constantemente modificadas para salvaguardar la integridad de los jugadores sin afectar la emoción del juego.

## Historia

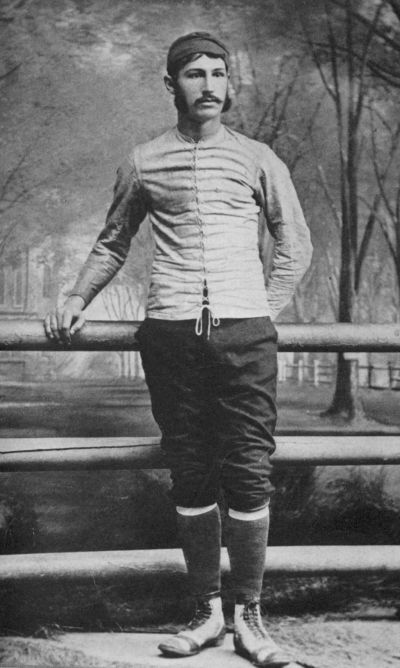
Walter Camp (1859-1925).

Imagen de un campo de fútbol americano.

La historia del fútbol americano se remonta hasta las versiones más primitivas del rugby y del fútbol, ya que todos los deportes tienen su origen en algunas variedades de fútbol jugadas en el Reino Unido a mediados del siglo XIX, en las cuales se pateaba una pelota hacia un arco o portería. Al igual que en el fútbol, el fútbol americano tiene 22 jugadores en el campo de juego. Incluso los nombres de varias posiciones de jugadores del fútbol son usadas en el fútbol americano, como los términos halfback (corredor) y fullback («corredor de poder» en Hispanoamérica).
El fútbol americano es el resultado de divergencias del rugby, principalmente por los cambios en las reglas instituidos por Walter Camp (1859-1925), quien es considerado el padre del fútbol americano. Entre los cambios más importantes, están la introducción de la línea de scrimmage (literalmente, ‘línea de confrontación’), y los downs.
A finales del siglo XIX y principios del XX, el método de juego desarrollado por entrenadores universitarios como Amos Alonzo Stagg (1862-1965) y Glenn Pop Warner (1871-1954) ayudaron a aprovechar la nueva regla del pase adelantado (anteriormente solo se pasaba hacia atrás, como en rugby).
La popularidad del fútbol universitario creció hasta convertirse en la versión dominante de este deporte en la primera mitad del siglo XX. Los tazones (bowls), una tradición del fútbol practicado en los colegios universitarios, atrajeron una audiencia nacional en los Estados Unidos para los equipos colegiales. Reforzado por feroces rivalidades, el fútbol colegial aun mantiene un atractivo general muy notable dentro de Estados Unidos.
Sin embargo, se debe remontar hasta 1892 para dar con el origen del fútbol americano profesional, fecha del contrato de 500 dólares firmado por William Pudge Heffelfinger para jugar en un partido de la Allegheny Athletic Association contra el Pittsburgh Athletic Club. En 1920 se constituye la American Professional Football Association. El primer partido tuvo lugar en Dayton (estado de Ohio), el día 3 de octubre de 1920 con el equipo local, los Dayton Triangles venciendo a los Columbus Panhandles por 14-0. La liga cambió después su nombre por el actual, la National Football League, dos años después, para convertirse en la liga profesional de más influencia en el fútbol americano y ser considerada la liga deportiva más lucrativa del mundo.
Después de haber comenzado en las ciudades industriales del Medio Oeste de Estados Unidos, el fútbol americano se ha convertido en un fenómeno mediático no solo en los Estados Unidos. La creciente popularidad del deporte puede ser rastreada generalmente hasta el Juego de Campeonato de 1958 de la NFL.
La liga rival de la NFL, la American Football League (AFL), se comenzó a jugar en 1960. La competencia que representaba esta nueva competición llevó a una fusión entre ambas ligas en 1970 y al surgimiento de un campeonato unificado, en el que las antiguas ligas separadas pasaban a ser sendas Conferencias (Nacional y Americana respectivamente) de la nueva NFL, y cuyos campeones se enfrentan en una final llamada Super Bowl o Supertazón, la cual se ha convertido en uno de los acontecimientos deportivos más vistos a nivel internacional, con cifras que aumentan año a año.
Actualmente el fútbol americano es muy popular en Estados Unidos, cosa que el deporte ha conseguido gracias a su gran evolución histórica comentada brevemente en los apartados anteriores. Su espectacularidad lo hace ser un deporte muy atrayente para gran parte de los estadounidenses. Por tanto, se podría decir con firmeza que, junto al baloncesto, béisbol, hockey sobre hielo y, comenzando el siglo XXI, fútbol soccer, el fútbol americano es de los deportes más importantes del país. Es habitual que los estudiantes lo practiquen en universidades, colegios y a nivel aficionado, incluso las ligas universitarias se han convertido en grandes eventos que presentan llenos en los estadios donde se juegan.

## Elementos

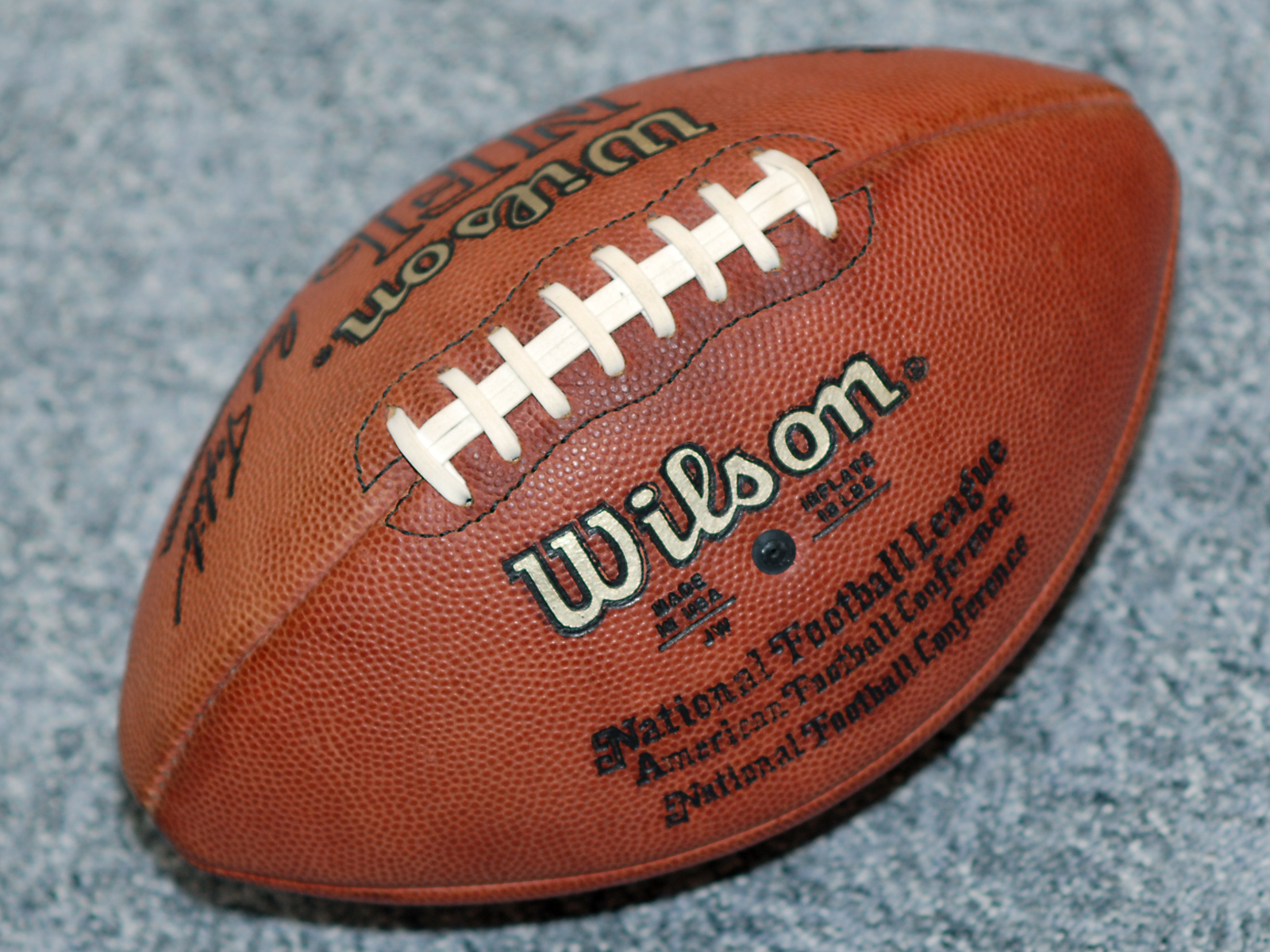
Balón de fútbol americano.

El fútbol americano es jugado por dos equipos contrarios, que están formados de 11 jugadores ofensivos en uno de ellos y 11 defensivos en el otro equipo. El equipo atacante intenta llevar el balón, bien sea mediante algunas carreras o mediante algunos pases, hacia la zona de anotación y así lograr anotar puntos. El equipo opuesto que es el que defiende, tiene que evitar que esto ocurra. Para ello, debe tratar de impedir el avance del equipo rival, interceptando el balón y así evitar que aquel logre la anotación.
El juego consiste en que la escuadra ofensiva, trate de lograr un touchdown (literalmente: ‘aterrizaje’ del balón en la zona de meta), que es la forma básica de anotación, con valor de 6 puntos, más 1 como point after (‘punto adicional’) si se realiza mediante un chut al balón a cierta distancia del arco (cuyos parantes se encuentran en la línea que marca la zona de anotación), el cual, si pasa entre palos, es llamado field goal (gol de campo), o 2 puntos si se realiza mediante jugada— como objetivo principal, o bien un field goal, con valor de 3 puntos. Para hacerlo, deben avanzar al menos diez yardas (9,144 metros) en un máximo de cuatro oportunidades o downs. Así, por cada diez yardas recorridas como mínimo, se tiene derecho a otras cuatro oportunidades para buscar el mismo objetivo de diez yardas, y así sucesivamente hasta llevar o acercar el ovoide a la zona final del campo del equipo rival y lograr la anotación.

## Inicio de un partido

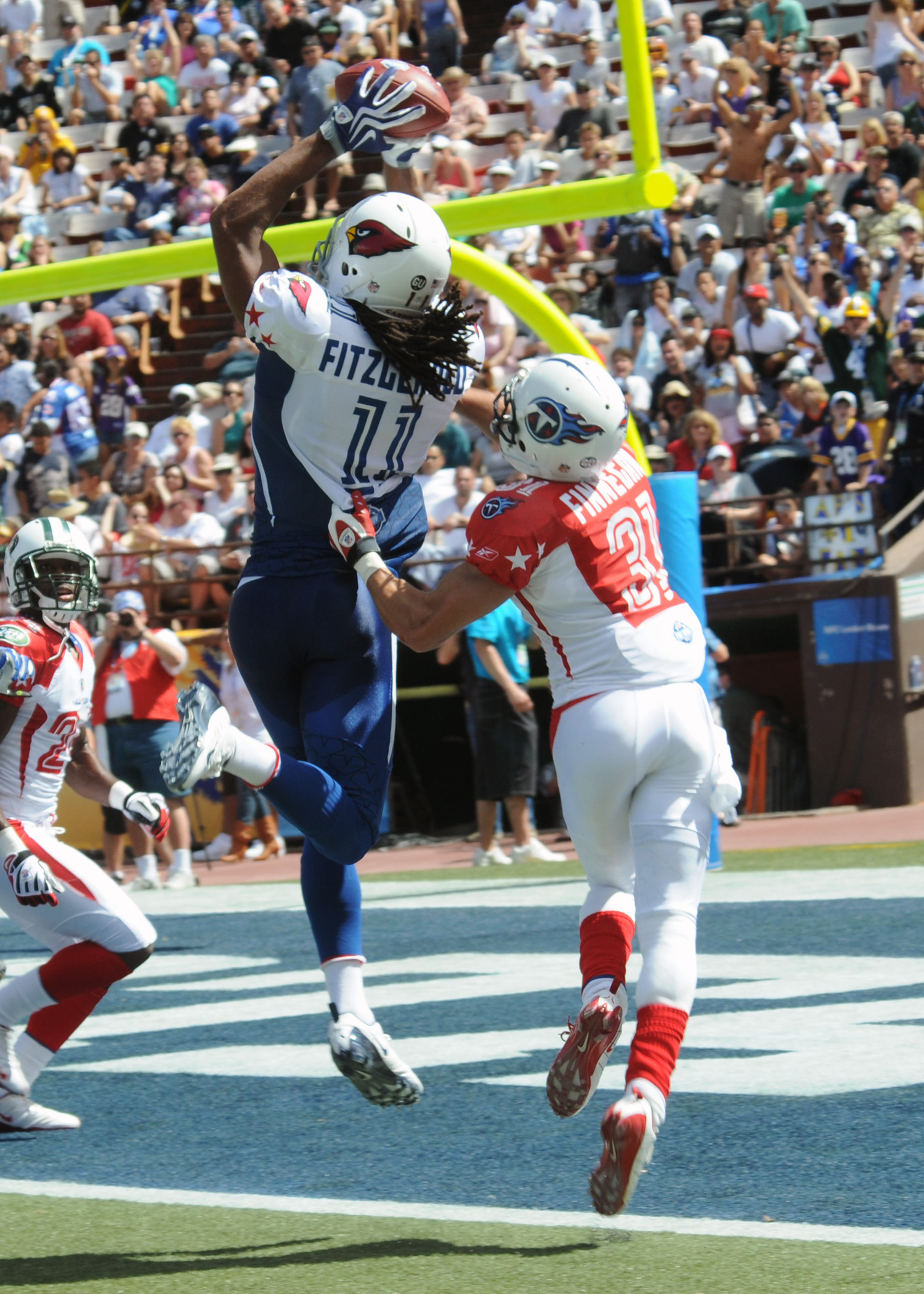
Larry Fitzgerald atrapa un touchdown en el Pro Bowl 2009.

Para decidir qué equipo comienza atacando y cuál defendiendo se realiza un sorteo mediante un volado, un lanzamiento de moneda, con la presencia de uno o varios jugadores de cada equipo (normalmente los capitanes). El equipo ganador del volado podrá elegir para el inicio del partido o para el inicio de la segunda mitad (declinando su elección):
Designar el equipo que realizará el saque inicial (kickoff).
Designar qué lado del campo defenderá su equipo.
El equipo perdedor del volado realizará su elección en la mitad que el ganador no haya seleccionado.
El inicio de un partido viene marcado siempre por el kickoff y su retorno, una jugada de equipos especiales en la que un jugador del equipo atacante (el retornador de la patada inicial) recibe el balón, pateado antes por el rival lo más lejos posible. El retornador intenta acarrearlo de regreso buscando avanzar la mayor cantidad de yardas que pueda mediante la carrera. Si se le presenta la oportunidad tratará de llegar a la zona de anotación o touchdown en el otro extremo para lograr un touchdown, pero comúnmente es derribado antes de que pueda conseguirlo. El equipo que recibe el balón inicia su ataque en el punto donde el retornador haya sido derribado. Existiendo también la posibilidad de realizar un fair catch en cuyo caso el equipo atacante comenzará justo en el punto de recepción de la pelota, o por el contrario arrodillarse en su zona de anotación al recibir la pelota lo cual hará que comiencen automáticamente en la yarda 25 de su propio campo.

## Conceptos principales

### Primera oportunidad o primero y diez
Un equipo dispone de cuatro oportunidades para mover el balón al menos diez yardas y así lograr el derecho de conservar el balón por al menos otros cuatro downs. Cuando un equipo consigue el avance mínimo de diez yardas dentro de su bloque de cuatro downs, obtiene automáticamente un nuevo primer down para avanzar de nueva cuenta diez yardas, es decir consigue un «primero y diez». Buscando conservar la posesión del balón mediante la obtención de primeros y dieces y tratando de avanzar la mayor cantidad de yardas posibles en cada jugada, el equipo se desplazará hacia la zona de anotación contraria hasta encontrar la oportunidad de usar uno de sus downs para anotar.
Durante el transcurso de las jugadas de un equipo (serie ofensiva) se escucharán términos como «segundo y cinco», «tercero y ocho», «cuarto y dos», etc. Esto se refiere a la oportunidad o down que el equipo ofensivo esté utilizando y las yardas que le faltan para conseguir una nueva serie de cuatro downs o un nuevo «primero y diez». Así por ejemplo «segundo y cinco» significa que el equipo está jugando su segunda oportunidad y aún necesita avanzar cinco yardas para completar el avance que le dé cuatro nuevas oportunidades. Si se emplea el término inches (pulgadas) significa que apenas faltan unas pocas pulgadas para llegar al objetivo. Si al inicio del primero y diez el balón está a diez yardas o menos de la zona de anotación a las cuatro jugadas se les añadirá el término goal, o «gol» en español (primero y gol, segundo y gol...).

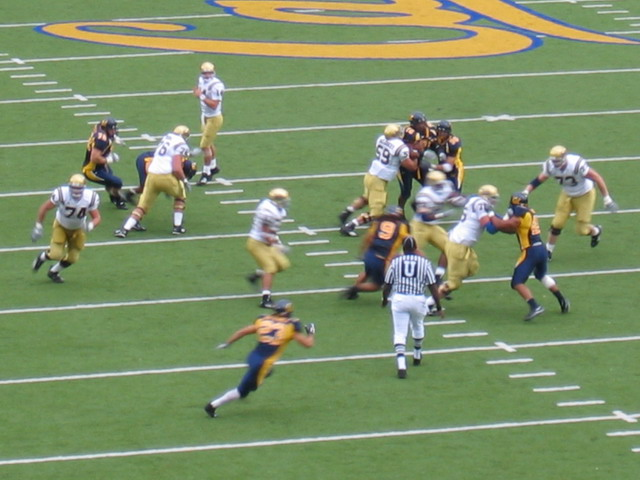
Equipos universitarios de fútbol americano.

El conteo de las yardas puede ser positivo, en avance, o negativo, en retroceso, y este conteo aplica desde la ubicación del balón al inicio de cada jugada. Este punto del campo se llama línea de scrimmage. Las yardas conseguidas cruzando esta línea son avance y se restan de las yardas que faltan para el primero y diez. Si el balón queda al término de una jugada detrás de este punto entonces es un retroceso y las yardas retrocedidas se suman. Siendo así, es posible que después de uno o más retrocesos el equipo tenga que avanzar más de las diez yardas exigidas en un primer down.
Por ejemplo, si al inicio de un «primero y diez» el balón está en la yarda 30 del propio campo, forzosamente se tiene que llegar a la yarda 40 como mínimo para conseguir otras cuatro oportunidades (un nuevo «primero y diez»). Si en la primera oportunidad se avanzan cinco yardas para llegar a la yarda 35, pero en la segunda oportunidad se retroceden 10, el balón quedará al inicio de la tercera oportunidad en la yarda 25 lo que representa un retroceso de 5 yardas respecto a su posición original. Para conseguir el primero y diez será necesario recuperar esas 5 yardas retrocedidas y además avanzar las diez yardas exigidas en un principio. Con esto a partir de la tercera oportunidad el equipo tendría que buscar un avance de 15 yardas («tercera y quince»), y llegar así a la yarda 40 que le era requerida en un principio (25 + 15 = 40).

### Cuartodown
Si un equipo no lograra conseguir la posición de campo requerida para tener derecho a otras 4 jugadas en los cuatro intentos de los que dispone, el equipo contrario tomaría posesión del balón en el mismo punto o yarda donde el primer equipo haya finalizado su serie ofensiva.
Las probabilidades de conseguir las yardas que faltan para el «primero y diez» en la cuarta oportunidad son pocas, por este motivo los equipos suelen utilizar únicamente tres oportunidades para buscar este objetivo. En su cuarta oportunidad, el equipo puede arriesgarse y realizar una jugada para intentar ganar las yardas que le faltan, o bien recurrir a una de las opciones siguientes:
- Punt (patada de despeje): se usa cuando un equipo llega al cuarto down y se encuentra muy alejado de la zona de anotación rival para intentar anotar un field goal o está demasiado cerca de su propia zona de anotación, por lo que sería arriesgado desperdiciar su último down y entregar el balón en ese punto del terreno de juego. En este caso la patada de despeje sirve para entregar el balón lo más alejado posible de su propio campo de juego y provocar así que el equipo que recibe el balón tenga que recorrer de nuevo una gran parte del campo para buscar una anotación. Cuanta mayor sea la distancia que un equipo debe recorrer, más jugadas requerirá y más difícil será anotar.
- Field goal (gol de campo): si un equipo llega a un cuarto down y se encuentra cerca de la zona de anotación rival entonces tiene la opción de buscar un gol de campo pateando el balón para introducirlo entre los postes de meta. Esta jugada es para no desperdiciar del todo una serie ofensiva y conseguir al menos tres puntos de los seis que se buscaron originalmente. A diferencia del touchdown, el field goal no da derecho a buscar puntos extra.

No existe una regla que obligue a los equipos a usar sus oportunidades de alguna manera en particular, así que cada equipo decide lo que hace con cada una de ellas. Las decisiones que toman los equipos dependen de varios factores, entre los que se encuentran el marcador, el tiempo restante del que disponen y la posición en el campo, entre otras.

### Huddle
Reunión que realiza el equipo ofensivo sobre el terreno de juego en donde uno de los jugadores (normalmente el quarterback) le explica a sus compañeros la jugada que el entrenador ha decidido poner en práctica. Después del huddle los dos equipos se colocan en formación para iniciar la jugada.

### Pases
En el fútbol americano el pasador es el quarterback. Su función principal es la de entregar el balón al halfback o fullback para ataques terrestres o realizar pases a los wide receivers o tight ends para ataques aéreos.
Aunque la gran mayoría de las jugadas se realizan con un solo pase del quarterback, cualquier jugador de la ofensiva puede enviar uno o más pases. Los pases hacia adelante pueden realizarse siempre y cuando no sean consecutivos y el jugador que hace el envío se encuentre detrás de la línea de scrimmage, que es la línea imaginaria donde se situaba el balón al inicio de la jugada. Una vez cruzando este punto, el balón solo puede ser enviado en pases laterales o hacia atrás.
Para dar validez o no a una jugada se consideran los siguientes tipos de pase:
- Pase completo: se considera un pase completo cuando el jugador receptor atrapa el balón completamente y asegura su posesión dentro del campo. Puede tener los dos pies dentro al mismo tiempo o si salta para recibir un pase es válido que sus dos pies toquen el terreno de juego juntos o a destiempo, pero siempre y cuando ambos lo hayan hecho tras recibir el pase. En este caso la jugada continúa hasta que el jugador sea detenido o salga del campo.
- Pase incompleto: se le llama pase incompleto a todo aquel balón que toca el suelo sin ser recibido por jugador alguno o bien, tratando de ser recibido, nunca llega a ser asegurado completamente por el receptor y cae al suelo o sale del campo sin que el receptor lo abrigue convincentemente. Si un receptor recibe el balón, pero no está con ambas plantas de los pies dentro del terreno de juego, se considera pase incompleto y en ese instante toda la jugada se invalida consumiendo el down utilizado por la ofensiva.

### Snap
Es la acción que realiza el center al pasar el balón entre sus piernas desde la línea de scrimmage al quarterback y existen dos modos de entrega: snap corto (directamente de la mano del center a la mano del quarterback) y largo (el balón es lanzado hacia atrás) en formaciones shotgun. La mayoría de las jugadas comienzan con un snap.

### Línea descrimmage
Conocida también en México como línea de golpeo, es la línea imaginaria por la cual los dos equipos quedan separados. Lo que determina su ubicación es el punto donde haya quedado el balón en la jugada anterior. Ningún jugador puede estar sobre la línea de scrimmage o sobrepasarla antes del inicio de una jugada.
Esta línea también marca el punto desde donde una jugada se considera avance o retroceso. Todas las yardas que se consigan cruzando la línea de scrimmage se consideran avance y se restan de las yardas que falten para conseguir un nuevo primer down o primero y diez. Si al término de una jugada el equipo ofensivo es detenido detrás de la línea de golpeo se considera un retroceso y las yardas retrocedidas se suman a las yardas faltantes para conseguir una nueva serie de cuatro oportunidades.
Para el equipo ofensivo la línea de scrimmage marca el límite donde el balón puede ser pasado hacia adelante. Una vez cruzando este punto los pases solo pueden ser enviados lateralmente o hacia atrás.

### Intercepción
Junto con el fumble es una de las jugadas conocidas como turnover (pérdida de balón) y una de las jugadas más eficaces del equipo defensivo. Cuando un jugador defensivo atrapa un pase del quarterback rival antes de que el balón toque el suelo o salga del campo se consigue una intercepción y su equipo obtiene automáticamente la posesión del balón, teniendo la oportunidad de continuar esa misma jugada para buscar la anotación o como mínimo iniciar una serie ofensiva en el punto donde sea derribado.
Cuando el portador de la pelota pierde la posesión de esta involuntariamente o se le cae tras haber recibido un pase completo (o antes de enviarla en el caso de los quarterbacks) y antes de que la jugada se dé por terminada se produce un fumble o balón suelto. Si el pase se marca como incompleto o la jugada termina antes de que el jugador suelte el ovoide no se considera balón suelto.
Cuando ocurre un fumble el equipo que recupere el balón obtendrá la posesión del mismo. Si el mismo equipo que soltó el balón lo recupera entonces continúa su serie ofensiva a partir del punto donde lo hayan recuperado consumiendo ese down. Si quien recupera el balón es el equipo contrario entonces ese equipo comienza su ofensiva en esa misma jugada o con un primero y diez en cuanto sean detenidos tras la recuperación del balón.

### Time out, tiempo fuera o tiempo muerto
Las reglas del juego otorgan a cada equipo tres oportunidades de detener el reloj por cada mitad de juego. Estas oportunidades se llaman tiempos muertos o time outs y solamente el entrenador y el quarterback pueden pedirlos. Los tiempos muertos pueden ser solicitados tanto por el equipo ofensivo como el defensivo, pero siempre y cuando el balón no esté en juego. No se puede pedir un tiempo muerto para interrumpir una jugada.
Los motivos más comunes para pedir un time out son:
- A la ofensiva:
  - Congelar el reloj para tener más tiempo de planear la siguiente jugada;
  - Evitar una penalización por retraso deliberado de juego en caso de llegar al límite de la tolerancia de 40 segundos y no iniciar una.
- A la defensiva:
  - Evitar que el equipo rival haga uso de su tolerancia para continuar su ofensiva;
  - Presionar al pateador del equipo ofensivo alterando el ritmo de juego instantes antes de un intento de gol de campo decisivo, estrategia conocida como icing the kicker (enfriando al pateador).

### Challengeo desafío (solo en la NFL y la NCAA)
Ambos equipos tienen derecho a pedir la revisión de una jugada o la rectificación de alguna marcación arbitral hasta dos veces por cada mitad del juego.
Las condiciones para pedir un challenge o «cambio» son:
- Contar con al menos un tiempo muerto que será restado en caso de perder el desafío
- Que sea pedido antes del inicio de una nueva jugada
- Que la jugada a revisar no sea una penalización
- Pedirlo antes del two-minute warning

Para pedir el desafío, el entrenador del equipo lanza un pañuelo rojo al terreno de juego. Una vez hecho esto el árbitro principal tiene un minuto para hacer la revisión en un monitor de televisión. Sólo si la evidencia es clara e irrefutable se cambia la decisión arbitral tomada en el campo o se marca algo que los árbitros no habían advertido en primera instancia. Si la evidencia no es clara, la decisión se ratifica y se castiga al equipo desafiante restándole el tiempo muerto que puso en juego.
Si un equipo pide dos desafíos que finalmente resultaran exitosos y aún cuentan con un tiempo fuera tienen el derecho a pedir un tercer y último challenge.
Después del two-minute warning solo los oficiales deciden si una jugada en particular debe ser revisada.

### Ofensiva
El objetivo del equipo atacante es avanzar la mayor cantidad de yardas para llegar a la zona de anotación o de field goal y conseguir puntos. Hay dos maneras de avanzar: mediante el pase (lanzando el balón a otro jugador) y mediante la carrera (correr con el balón).

#### Posiciones de los jugadores ofensivos
- Quarterback (QB), llamado también «mariscal de campo» en el ámbito hispanoamericano, es el jugador sobre el campo que recibe directamente las instrucciones del entrenador sobre la jugada que se va a realizar. En primer lugar explica a sus compañeros de equipo la jugada que van a poner en práctica en el huddle. Una vez formados, el QB se coloca siempre detrás del centro para recibir el balón mediante un snap. Antes de iniciar la jugada, el QB aún puede cambiarla sobre la marcha con un audible si lo considera necesario, o pedir un tiempo muerto para reconsiderar la situación con su entrenador.

Después de recibir el balón, el quarterback solo puede hacer 3 cosas:
- Correr él mismo con el balón.
- Poner el balón directamente en las manos de un corredor para que inicie una carrera.
- Realizar un pase.

Es una de las posiciones más complicadas y técnicas de un equipo y es un jugador fundamental para el desarrollo del juego, ya que debe leer la táctica que utiliza la defensa rival y saber decidir con rapidez la opción más conveniente, además de tener un brazo fuerte y buena puntería para lanzar el balón al lugar adecuado para que el receptor pueda atraparlo y avanzar con él.
Los quarterback suelen llevar un trapo o paño (toalla) colgando de su cintura. Este trapo es de color blanco habitualmente, y lo utilizan para secar el balón o sus propias manos. No es un accesorio para identificarles como un jugador elegible. Aun así, suelen llevarlo siempre.
- Offensive tackle (OT); guard (G); center (C): estos 5 jugadores conforman la línea ofensiva. Se destacan por su envergadura y peso (algunos pesan más de 150 kilos) y sus siluetas no son nada atléticas; sin embargo, son ágiles y fuertes. El objetivo de estos jugadores es simplemente formar una barrera para que ningún jugador de la defensa les sobrepase y llegue hasta el quaterback o el portador del balón. En las jugadas de carrera, además de bloquear también se encargan de abrir huecos para que pueda pasar el corredor. Estos cinco jugadores reglamentariamente son inelegibles para recibir un pase del quarterback. Son jugadores muy importantes ya que si no abren huecos para el corredor no se puede correr con el balón y si no protegen al quarterback no se puede pasar el balón.
- Running back (RB): se colocan habitualmente detrás del quarterback, en lo que se llama backfield. Todos los corredores se llaman genéricamente running backs, pero los hay de varios tipos:

-El halfback (HB) o tailback (TB) es el corredor que recibe la mayoría de los balones y que lleva todo el peso del juego de carrera. De todos los jugadores en el backfield suelen ser quienes se ubican al fondo y son útiles para carreras largas ya que al recibir el balón varias yardas detrás de la línea de golpeo tienen mejor visión del campo y más fuerza en su carrera. Físicamente tienden a ser jugadores de corta estatura pero muy rápidos y ágiles.
-El fullback (FB) es un corredor que se ubica muy cerca de la línea de golpeo o justo detrás del quarterback. Se coloca en una stance o posición de tres puntos y no suele recibir el balón sino que tiene como misión principal realizar bloqueos para abrir paso al halfback. Físicamente son más pesados y grandes que los halfbacks, y normalmente solo corren con el balón en jugadas de poco yardaje debido a su gran fuerza y potencia.
- Wide receiver (WR): son los encargados de recibir los pases del quarterback. Son jugadores que se alinean en las bandas o dependiendo de la jugada los alas cerradas ofensivas son los que van alineados a la marca del balón, y al iniciar la jugada inician la carrera hacia el campo rival esperando en el camino recibir un pase. Físicamente suelen ser altos y muy rápidos, no necesariamente los más fuertes.
- Tight end (TE): es un jugador versátil porque puede actuar como un bloqueador más o como un receptor de emergencia, generalmente en jugadas de improvisación. El tight end o ala cerrada en México, se sitúa siempre junto a la línea ofensiva junto a uno de los tackles, normalmente en el lado fuerte del quarterback. El tight end suele quedarse cerca del área de influencia del quarterback para apoyarlo ya sea bloqueando a los rivales o recibiendo un pase corto, razón por la cual se le considera una válvula de seguridad.

#### Formaciones de las jugadas en ataque
- Pro-Set (también llamado split-T o split-back): es la formación estándar y más clásica del ataque. Para una defensa es difícil adivinar con esta formación si se va a jugar al pase o a la carrera ya que la posición de los corredores les permite avanzar rápidamente. También se usa para que los corredores avancen con mucho yardaje
- Formación I: la formación en I es una formación que se utiliza básicamente para las jugadas de carrera. Se llama así porque la columna que forman el quarterback, el fullback y el halfback recuerda la letra i mayúscula.
- Offset I: esta formación es una variante de la I-Formation y también se utiliza normalmente para la carrera, la diferencia estriba en que el fullback se coloca a la derecha o a la izquierda del halfback.
- Singleback: se utiliza normalmente para el pase, con solo un running back.
- Shotgun: es una formación típicamente de pase. La formación en shotgun tiene también muchas variantes. El quarterback se coloca a 5 yardas del center para ahorrarse el tener que correr hacia atrás para buscar el pase y así ganar algunos segundos, además de tener una mejor visión del campo.
- Goal line: se llama así porque se suele utilizar cuando el ataque está a una yarda o menos de la goal line. Como es obvio, es una formación primordialmente de carrera que utiliza a dos tight ends para ayudar a bloquear a la línea defensiva y abrir paso al running back que lleve el balón, aunque también puede utilizarse como engaño para aparentar una carrera cuando en realidad se planea un pase a uno de los wide receivers.

### Defensa
El objetivo del equipo defensivo consiste en impedir que el equipo rival avance hacia la zona de anotación o de field goal, derribando al suelo al jugador atacante que tiene el balón, o impidiendo o desviando el pase al que va a recibirlo. También pueden bloquear el avance del jugador impidiéndole avanzar más u obligándole a retroceder, forzarlo a que suelte el balón (fumble) e incluso recuperar el balón (turnover) mediante una intercepción o tras un fumble y avanzar con él hacia la zona de anotación contraria.

#### Posiciones de los jugadores defensivos
- Defensive end (DE) y defensive tackle (DT): conforman la línea defensiva, formada por dos de cada tipo. La función de estos hombres es la de sobrepasar a la línea ofensiva y llegar hasta el portador del balón. En las jugadas de carrera deben llegar hasta los running backs y derribarlos. En las jugadas de pase intentan llegar hasta el quarterback e impedir que logre lanzar el balón.
- Linebackers (LB): en las jugadas de carrera deben tapar los huecos por los que puedan pasar los running backs y derribarlos además de estar atentos a los receptores en las jugadas de pase.
- Cornerbacks (CB): son los hombres más veloces de la línea secundaria. Se encargan de marcar a los wide receivers personalmente o a las zonas de mayor peligro de pase profundo.
- Safeties (S): los últimos hombres de la defensa. Su trabajo consiste en parar al atacante que haya logrado superar a todos sus compañeros y evitar así el touchdown rival.

#### Formaciones de las jugadas en defensa
- Formación 4-3: es la clásica. Se caracteriza por tener cuatro hombres en la línea defensiva y tres linebackers. Es una defensa sólida contra todo tipo de situaciones y no exige jugadores de gran calidad en el aspecto defensivo.
- Formación 3-4: se caracteriza por tener a tres hombres en la línea defensiva y cuatro linebackers. Por lo general dos de los linebackers los externos presionan al quarterback por lo que se dice que genera más presión.
- Nikel y dime: son dos formaciones defensivas pensadas para parar el juego de pase. Suelen utilizarse para contraatacar formaciones ofensivas con más de dos wide receivers. La característica principal de estas formaciones es que se sustituyen los linebackers por defensive backs.
- Over y under: son dos variaciones de la defensa 4-3, estas formaciones se caracterizan en que la línea defensiva y los linebackers basculan hacia un lado del campo.

### Equipos especiales
Los equipos especiales están formados por jugadores de las otras líneas, tanto ofensiva como defensiva, más algún jugador que únicamente se emplea para estas jugadas particulares:
- Patada inicial.
- Regreso de kickoff.
- Despeje.
- Regreso de patada de despeje.
- Gol de campo.
- Punto extra.

La mayor parte de los jugadores juegan además en otro puesto durante el partido. Los equipos especiales pueden servir como unidades de ataque o defensa y solo se ven esporádicamente durante el partido.
En los equipos especiales existen jugadores especializados:
- Pateador (kicker) (K): Es el encargado de los patadas iniciales y goles de campo, y en otras ligas también del despeje.
- Sujetador (holder) (H): Normalmente se coloca a unas 7-8 yardas de la línea de contacto, sujeta el balón para el golpeo del pateador. Suele ser un despeje o un mariscal de campo suplente.
- Pasador largo (long snapper) (LS): Un centro especializado que hace un pase inicial largo directamente al despeje o al sujetador. Suele ser un hombre de la línea ofensiva o un ala cerrada.
- Retornador de patada inicial (kickoff return) (KR): Retorna las patadas iniciales, generalmente es también un receptor abierto o un esquinero (cornerback).
- Pateador de despeje (punter) (P): Golpea los patadas de despeje (punts).
- Upback: Situándose unas 3 yardas por detrás de la línea de contacto, actúa como una segunda línea de defensa para la patada. Puede recibir un pase inicial directo en jugadas de engaño.
- Retornador de despeje (punt return) (PR): Retorna los despejes. Suele ser el mismo que retorna las patadas iniciales, aunque no tiene por qué.
- Cañonero (gunner): Un jugador especializado en correr rápidamente a intentar derribar al retornador del equipo contrario.
- Equipo de manos (HT): Empleado solo para patadas en posición (onside kicks), los miembros del equipo de manos son responsables de evitar que el equipo que patea recupere el balón, normalmente recuperándolo ellos mismos.

Aunque son pocos los puntos que se pueden lograr con los equipos especiales comparados con el resto del ataque, la labor de estos determina el lugar desde donde comienza el avance de ataque del equipo contrario, algo muy importante en cuánto de fácil o difícil lo tendrán estos para marcar.

## Anotaciones
Touchdown (TD):
Es la forma más valiosa de anotación y se consigue cuando un jugador del equipo ofensivo, entra a la zona de anotación contraria con el balón o recibe un pase completo en ese lugar. Al equipo que consigue un touchdown se le otorgan 6 puntos.
Además, el equipo que anota un touchdown tiene derecho a realizar una jugada desde la yarda 2 y puede incrementar su cuenta de puntos mediante un:
- Punto extra: Consiste en pasar el balón por el goalpost mediante una patada y se suma 1 punto al equipo atacante.
- Conversión de dos puntos : Consiste en intentar llevar de nuevo el balón hasta la zona de anotación en una sola jugada, bien mediante la carrera o el pase, y se le suman 2 puntos.

Field goal (FG):
Consiste en meter el balón entre el goalpost mediante una patada y se conceden 3 puntos en el caso de conseguirlo. Generalmente se intenta un field goal cuando el equipo llega al cuarto down o quedan pocos segundos en el reloj y se encuentra cerca de la zona de anotación contraria (normalmente entre la yarda 40 y la zona de anotación).
Safety (ST):
(conocida de manera errónea como «autoanotación») Se produce cuando la defensa logra derribar al jugador atacante que está en posesión del balón dentro de su propia zona de anotación, o bloquea un punt en la zona de anotación. Otra forma de anotar un safety es si el jugador atacante se sale del campo por las líneas laterales de su propia zona de anotación. Se conceden 2 puntos al equipo defensor.

### Árbitros
Siete árbitros controlan todas las acciones que realizan los jugadores:
- Referee (R): es el árbitro principal. Se coloca por detrás del quarterback y los corredores. Se distingue del resto de los árbitros en que lleva una gorra de color blanco (los otros árbitros llevan una gorra de color negro). Su misión es observar que la jugada sea legal, siguiendo todas las acciones del quarterback. En caso de desacuerdo entre los árbitros tiene la última palabra. Es quien anuncia en micrófono por los altoparlantes del estadio las sanciones hacia un jugador o equipo, después de ser arrojado un pañuelo amarillo para detener una jugada.
- Umpire (U): Se coloca unas yardas por detrás de la línea defensiva y se encarga principalmente de vigilar los movimientos y acciones que realizan las líneas defensiva y ofensiva. También se encarga de comprobar que los uniformes y equipamiento de los jugadores sean reglamentarios.
- Head linesman (HL): Se coloca en uno de los extremos de la línea de golpeo y se encarga de vigilar las acciones antes y después de la jugada. También vigila las recepciones y carreras que pasan por su lado. Suele ser el que señala el punto exacto donde se ha quedado el balón al finalizar la jugada.
- Line judge (LJ): Se coloca en el extremo contrario al Head Linesman y, al igual que este, se encarga de vigilar la línea de golpeo y las jugadas de su lado. También se encarga de llevar el cronometraje del partido en caso de que falle el reloj del estadio.
- Back judge (BJ): Se coloca unas 20 yardas por detrás de la defensa en el lado del Line Judge y se encarga de vigilar las recepciones que se producen por su zona. También es el que controla el número de jugadores que hay sobre el campo.
- Field judge (FJ): Se coloca a unas 25 yardas en profundidad por detrás de la defensa en el lado del tight end. Se encarga de vigilar todas las acciones que involucran al tight end y las recepciones que se producen por su zona.
- Side judge (SJ): Sus funciones son prácticamente las mismas que el Back Judge pero se coloca en el lado contrario a este.

### Penalizaciones
Cuando un árbitro observa que se ha cometido una infracción, lo primero que hace es lanzar al terreno de juego un pañuelo amarillo que lleva en el bolsillo (todos los árbitros lo llevan).
Cuando el árbitro principal detecta el pañuelo amarillo hace sonar su silbato y detiene inmediatamente la jugada si la falta señalizada es anterior a la puesta en movimiento del balón. Si es posterior a ella, se espera a que finalice la jugada.
Una vez parado el juego, el árbitro que ha lanzado el pañuelo se dirige al árbitro principal y le informa de la infracción. Acto seguido el principal anuncia a todos los asistentes al partido la infracción cometida, el equipo penalizado y el número del jugador o jugadores que la han cometido, mediante un micrófono que lleva adherido a su uniforme.
El equipo que recibe la falta (el que no la provocó) puede declinar la penalización en caso de que la cantidad de yardas sea menor a la avanzada.
La anunciación de la falta por parte del árbitro principal se hace simultáneamente de dos maneras diferentes: verbalmente a través del micrófono y mediante una serie de gestos corporales.
Las principales acciones penalizables son:
- Holding (‘agarre’ o ‘sujetación’): es probablemente la falta más cometida. Se señala cuando un jugador ofensivo agarra o atenaza al defensor o bien, cuando el defensivo sujeta a un ofensivo que no es el portador del balón. Los jugadores ofensivos pueden empujar, obstaculizar o bloquear, pero no se permite que cierren sus manos sobre el defensor y de la misma manera los defensivos solamente pueden sujetar al portador del balón. El holding ofensivo es más común y lo suelen cometer los hombres de la línea ofensiva. El árbitro lo señala agarrándose la muñeca. Diez yardas de penalización si es ofensivo o cinco yardas si es defensivo.
- False start (‘salida en falso’): se comete cuando un jugador ofensivo se mueve, sobrepasando la línea de scrimmage, antes del comienzo de la jugada (exceptuando los que realizan un motion). Cinco yardas de penalización.
- Off-side (‘fuera de juego’): se señala cuando un jugador defensivo invade la línea de golpeo en el momento justo del comienzo de la jugada. Si el jugador logra retroceder a su posición inicial antes de que se produzca la jugada no se considera falta. Cinco yardas de penalización.
- Encroachment: cuando un jugador comete una de las dos faltas anteriores pero con la diferencia de que se produce un contacto físico con el contrario se señala encroachment. Se indica igual que el offside. Cinco yardas de penalización.
- Personal foul (‘falta personal’): quince yardas de penalización y primero y diez automático para el equipo que ha sufrido la penalización.

Las faltas personales son:
a) Roughing the passer: se produce cuando se derriba al quarterback a destiempo cuando ya se ha desprendido del balón.
b) Facemask (‘sujetar de la máscara’ o ‘sujetar de las barras’): se comete cuando un jugador agarra intencionadamente la rejilla del casco de un contrario.
c) Unnecessary roughness (‘rudeza innecesaria’): se señala cuando el árbitro considera que un jugador se ha empleado con excesiva dureza innecesariamente. También se señala cuando se produce algún tipo de bloqueo o placaje ilegal que pone en peligro la integridad física del jugador.
- Pass interference (interferencia de pase): se produce cuando un defensa obstaculiza mediante contacto físico a un receptor para impedirle recibir un pase. El balón se pone en juego en el lugar de la falta. También un receptor puede cometer una interferencia de pase (se mide bajo los mismos parámetros de un defensa); en este caso, el equipo que ataca es castigado con 10 yardas en contra y se mantiene la misma oportunidad (down).
- Intentional grounding: se produce cuando el quarterback está dentro del pocket y lanza deliberadamente un pase incompleto para evitar ser derribado y perder yardas, o bien, está fuera del pocket pero el lanzamiento deliberado para deshacerse del balón no cruza la línea de scrimmage antes de salir del campo o caer al suelo. Diez yardas de penalización y pérdida de down. En caso de que el quarterback se encuentre en su propia zona de anotación en el momento de lanzar el pase incompleto, se le otorgará un Safety al equipo rival.
- Tripping es una zancadilla. Diez yardas de penalización.
- Delay of game (‘retraso de juego’): si la ofensiva no pone el balón en juego en el tiempo establecido se señala esta falta o cuando un jugador del equipo defensivo levanta el balón del suelo, pues tienen prohibido apoderarse del balón cuando la jugada termina. Cinco yardas de penalización.
- Illegal use of hands (‘uso ilegal de las manos’): consiste en usar de forma no reglamentaria las manos, los brazos o el cuerpo por parte de algún jugador ofensivo o defensivo, como por ejemplo poner las manos sobre la cara del contrario para impedirle la visión. Diez yardas de penalización.
- Chop block: Se aplica cuando un jugador ofensivo bloquea por debajo de la cintura a uno defensivo que, al mismo tiempo, está siendo bloqueado arriba por otro jugador ofensivo. Quince yardas de penalización.
- Clipping: Es cuando un jugador placa por debajo de la cintura a un jugador que no posee el balón. Quince yardas de penalización.

No está permitido levantar los dos pies de un oponente del terreno de juego.
No se permite tampoco utilizar la cabeza (casco) para defender o atacar en una jugada.
Un árbitro puede expulsar a un jugador por algún motivo que él considere oportuno. Al contrario que en el fútbol, en el fútbol americano la expulsión de un jugador es sustituida por otro al momento. Siempre habrá 11 jugadores en el terreno de juego. Incluso en cada jugada, puedes intercambiarte con un compañero si así lo deseas todas las veces que quieras.

## Popularidad

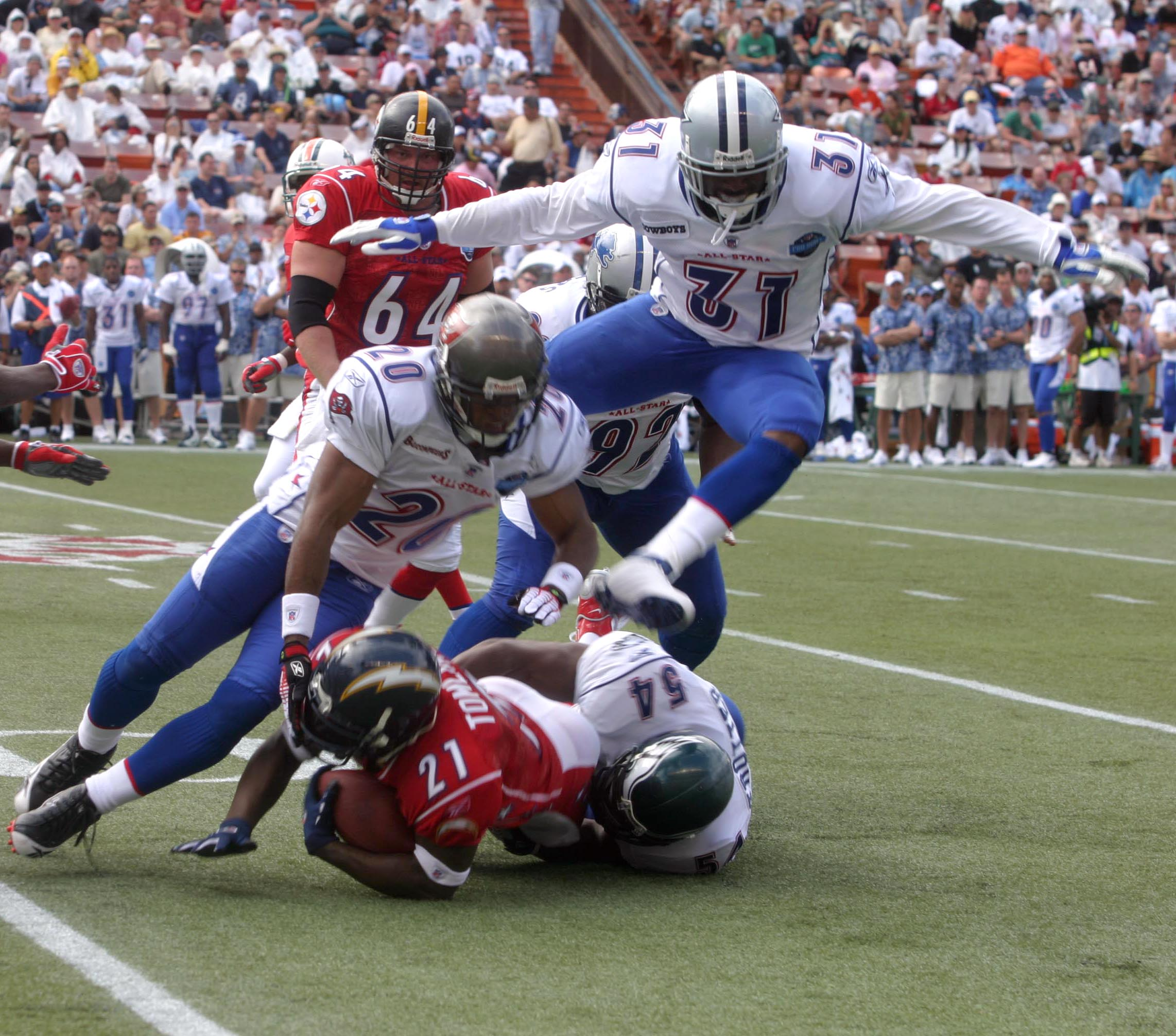
Imagen del Pro Bowl, donde se enfrentan los mejores jugadores de la AFC (rojo) y NFC (blanco).

El fútbol americano es muy popular en Estados Unidos. Desde los años 1990 su nivel de popularidad ha sobrepasado al del béisbol, logrando así la clasificación como el deporte más popular de esa nación. La liga profesional, la National Football League (NFL), conformada por 32 equipos, es muy popular y los estadios donde se juega presentan llenos absolutos con retransmisión en televisión nacional. El Super Bowl o Supertazón es la final de temporada, donde los campeones de las dos conferencias (AFC y NFC) de la NFL disputan el Trofeo Vince Lombardi, el más prestigioso de este deporte.
El fútbol americano universitario es también muy popular en Estados Unidos. 1066 universidades del país participan en las tres divisiones de la NCAA, siendo la más importante la División I, llenando en cada juego grandes estadios como en la NFL y, al igual que esta, los partidos son retransmitidos por televisión a nivel nacional. Para designar al o a los campeones del fútbol universitario se disputaban inicialmente varios partidos o bowls entre diferentes conferencias (Rose Bowl, Sugar Bowl, Orange Bowl, Cotton Bowl, Sun Bowl y Fiesta Bowl, los principales; Peach Bowl, Citrus Bowl, Alamo Bowl, Outback Bowl, Holiday Bowl, Russell Athletic Bowl y Gator Bowl, los de segundo orden, todos aún se juegan), pero desde 2005 la NCAA designa un campeón único a nivel nacional, en un juego final llamado BCS National Championship Game, pero desde 2014 se disputa el College Football Playoff para llevar a los dos mejores a un juego final llamado College Football Championship Game. Otras universidades de Estados Unidos compiten en la NAIA en una sola división, contrario a lo que sucede en la NCAA, pero sin la popularidad de esta en el país.
En Canadá, el fútbol americano tiene una variación local muy popular e importante en este país, cuyo liga principal es la «Canadian Football League (CFL)» (Liga Canadiense de Fútbol). Este deporte, conocido como fútbol canadiense, es similar al fútbol americano y es el segundo en popularidad de ese país después del hockey sobre hielo. Esta liga profesional está compuesta de nueve equipos localizados en diferentes ciudades de Canadá y divididos entre las divisiones Este y Oeste, cuatro equipos la Este y cinco la Oeste. La competición dura 20 semanas entre junio y octubre; cada equipo juega 18 partidos y tiene dos semanas de descanso antes de la postemporada. Después de la temporada regular, seis de los nueve equipos juegan durante tres semanas los playoffs, donde los campeones de cada división juegan la final a partido único buscando el ganador de la Grey Cup. También el fútbol canadiense universitario es muy seguido en el país coronando un campeón nacional, en una final denominada Vanier Cup.
El fútbol americano en México es el quinto deporte más popular del país y el cuarto en la Zona Metropolitana de la Ciudad de México.
En el país existe un gran interés por la NFL de Estados Unidos, tanto así que transmiten partidos de esta liga con especializados comentaristas de este deporte en español. El partido entre los equipos de las dos universidades públicas más grandes del país, los Pumas de la Universidad Nacional Autónoma de México y las Águilas Blancas del Instituto Politécnico Nacional, es considerado el clásico nacional y se juega desde 1936, siendo el partido clásico más antiguo de México en cualquier deporte. La ciudad de Monterrey, desde 1945, cuenta a su vez con su clásico entre los Borregos Salvajes del Instituto Tecnológico de Estudios Superiores de Monterrey y los Auténticos Tigres de la Universidad Autónoma de Nuevo León. Mientras tanto, dentro de la Zona Metropolitana de Puebla, en San Andrés Cholula, también hay un equipo de gran renombre en México, los Aztecas de la Universidad de las Américas Puebla, nacidos en 1947. En la parte profesional, México cuenta desde 2016 con la Liga de Fútbol Americano Profesional y la Liga de Fútbol Americano de México desde 2019. A partir de 2018 se transmiten también en México partidos de la CFL canadiense, incluyendo la Grey Cup.
Fuera de Norteamérica, el fútbol americano no ejerció ni ejerce influencia deportiva a nivel internacional. La NFL experimentó durante más de 10 años con una liga en Europa (NFL Europa), teniendo franquicias en Ámsterdam, Colonia, Dusseldorf, Barcelona, Fráncfort, Londres, Edimburgo, Hamburgo y Berlín. La franquicia española, los Barcelona Dragons, existió hasta 2003. No obstante, en julio de 2007 se anunció la desaparición de la NFL Europa.
La NFL ha realizado partidos de exhibición, llamados American Bowl, en ciudades fuera de Estados Unidos como
Barcelona,
Berlín,
Ciudad de México,
Dublín,
Londres,
Monterrey,
Montreal,
Osaka,
Sídney,
Tokio,
Toronto y
Vancouver.
En la Ciudad de México se realizó el primer partido de temporada regular fuera de Estados Unidos, el 2 de octubre de 2005 en el Estadio Azteca. Esa noche los Arizona Cardinals vencieron a los San Francisco 49ers, estableciendo un nuevo récord de asistencia para un partido de temporada regular, el cual a 2020 aún se mantiene.
En octubre de 2006, la NFL anunció que intentará llevar al menos dos partidos de temporada regular por año fuera de Estados Unidos.
En 2007 se jugó en el Estadio de Wembley el primer partido de temporada regular de la NFL fuera de Norteamérica, el segundo fuera de Estados Unidos, el cual enfrentó a los New York Giants y los Miami Dolphins, con victoria del conjunto de Nueva York.
A nivel de selecciones se destaca la Copa Mundial de Fútbol Americano, sin relevancia en el ámbito deportivo internacional.
Una modalidad de fútbol americano con cierta popularidad está relacionado con el que se juega bajo techo en arenas y coliseos de Estados Unidos con ocho jugadores en el campo de juego, cuya principal manifestación deportiva a nivel profesional estaba en la Arena Football League (AFL), la cual se jugó entre 1987 y 2019, jugándose la final a partido único en un evento denominado ArenaBowl. La liga debió cerrar por problemas financieros.

## Ligas profesionales y colegiales

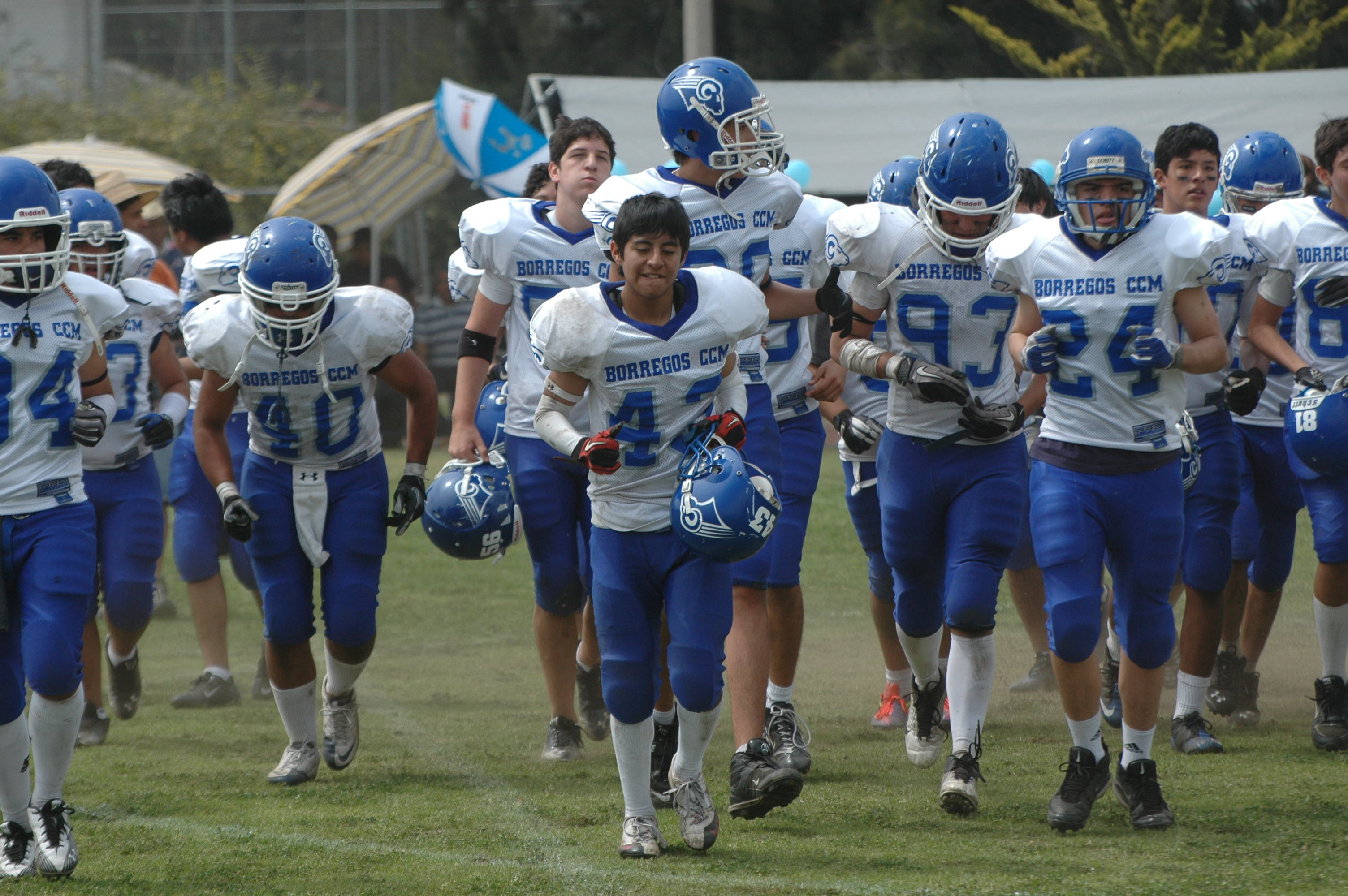
Jugadores con una división juvenil de los Borregos Salvajes equipos del Instituto Tecnológico y de Estudios Superiores de Monterrey, Campus Ciudad de México.

En Estados Unidos, se juega fútbol americano en muchos niveles:
- Fútbol profesional.
- Fútbol americano en campo cubierto, profesional (Arena Football League hasta 2019), jugado en arenas y coliseos en techo.
- Fútbol americano universitario, jugado por muchas instituciones de enseñanza superior.
- Fútbol americano escolar, jugado por la mayoría de las escuelas secundarias.
- Fútbol americano amateur y juvenil.
- Flag football sin contacto, casi exclusivamente amateur.
- Touch football, sin contacto.

Las descripciones en esta página se basan principalmente en las reglas actuales de la National Football League (desde 1920). Donde estas reglas fueran diferentes de las del fútbol americano universitario, una nota será hecha.
Las reglas profesionales, universitarias, escolares y aficionadas son semejantes. La pequeña Arena Football League (desde 1987 hasta 2019) jugaba una adaptación del fútbol americano para recintos techados, jugando a un ritmo más rápido, en un campo más pequeño con líneas laterales incorporadas, con los extremos de los campos de juego con paredes acolchonadas, semejantes a las que se encuentran en el outfield de un campo de béisbol. El flag football y el touch football son versiones del fútbol americano sin tackleos.
Varias ligas profesionales dejaron de existir:
- la World Football League (WFL, 1974-75),
- la United States Football League (USFL, 1983-1985),
- la XFL (2001),
- la All-America Football Conference (1946-1949),
- la World League of American Football (WLAF, 1991-1993, que se convirtió en la NFL Europa), y
- la American Football League (AFL, 1960-1969), que es considerada el origen del moderno fútbol americano profesional.

La NFL se fusionó con la AFL en 1970, después de que la AFL comenzó a tener éxito en la atracción de estrellas de la NFL. Después de la fusión, la NFL adoptó características innovadoras practicadas por la AFL, como nombre de los jugadores en las camisetas, relojes oficiales en el marcador (en la NFL era frecuente que los relojes de campo y del marcador no concordasen, lo que generaba confusión) y la conversión de los dos puntos. Desde antes de la fusión, la NFL adoptó conceptos revolucionarios de la AFL de transmisiones televisivas y el reparto de los ingresos de los boletos vendidos en los estadios y de las transmisiones televisivas para los equipos de casa y visitante. Al fin, la NFL acabó por adoptar todos los aspectos pioneros de la AFL, excepto el nombre.
En México, el fútbol americano es un deporte de larga tradición, teniendo su mayor popularidad en la década de 1950 entre equipos universitarios. La máxima competición de fútbol americano es la Liga de Fútbol Americano Profesional (LFA).
La Liga de Fútbol Americano Profesional de México o LFA es la máxima categoría de juego de Fútbol Americano en el país de manera profesional, la cual fue fundada en el año 2016 con 4 equipos iniciales (Raptors, Eagles, Condors y Mayas), todos con sede en Ciudad de México; sin embargo, los Raptors representan al Estado de México. En 2017 la liga se expandió con 2 equipos más (Fundidores y Dinos) de los Estados de Nuevo León y Coahuila, respectivamente. Durante la temporada 2019 la liga se expandió con la llegada de los Artilleros en el Estado de Puebla y los Osos en el Estado de México, logrando ocho equipos en total, los cuales representan a cinco estados en cinco ciudades. La liga sigue en proceso de expansión y tiene como meta tener 9 equipos para el 2020. A nivel colegial existe la Liga Mayor de la ONEFA (Organización Nacional Estudiantil de Fútbol Americano), un campeonato universitario fundado en 1930. También existe la Conferencia Premier CONADEIP, otra competencia universitaria fundada en 2010. El fútbol americano es el quinto deporte más popular en México y el país que más sintoniza la NFL fuera de Estados Unidos, por lo cual existen acuerdos para jugar partidos de la liga estadounidense en el país azteca, además que su mercancía es muy comercializada en los almacenes y centros comerciales mexicanos.
En Japón hay una liga profesional, la X League, o Excellence League, la cual es una liga corporativa, o sea entre equipos de propiedad o de patrocinio total de una empresa. Los jugadores son en muchos casos trabajadores de esa empresa con la que juegan. Consta de 4 divisiones: X, X2, X3 y X4, de la cual solo la X puede considerarse profesional de alguna manera.
En Europa, buena parte del continente tiene ligas locales aunque son semiprofesionales, además que son de poco interés para el público europeo, destacándosen las de
Austria (Austrian Football League),
Alemania (German Football League),
Francia (Campeonato de Francia de Fútbol Americano) e
Italia (Italian Football League).
En España se disputa la LNFA, organizada por la Federación Española de Fútbol Americano (FEFA). El campeón y subcampeón de la LNFA obtienen el derecho a participar en la Liga Europea de Fútbol Americano (máxima competición europea), y los dos semifinalistas en la Copa de la EFAF (segunda competición europea de importancia).
Desde el año 2000 han aparecido ligas femeninas profesionales en Estados Unidos destacándose la Lingerie Football League, donde las deportistas juegan en ropa interior en coliseos o arenas bajo techo, con siete jugadoras por equipo. La Lingerie Bowl es el partido final de la liga con los equipos ganadores de las dos conferencias que la conforman, disputando el campeonato femenino de fútbol americano.
En Sudamérica hay una evolución importante en el fútbol americano, ya que desde 2006 se ha comenzado a practicar este deporte de manera amateur en Argentina. Actualmente existen tres ligas de fútbol americano aficionadas en ese país: una ubicada en Buenos Aires, la Football Americano Argentina, la cual tiene seis equipos; la ubicada en la ciudad de Córdoba, la Córdoba Football Americano, con tres equipos; y la ubicada en Rosario, la Rosario Football League, también con tres equipos. Además, hay más ligas en etapa de formación en otras provincias como en la provincia de Santa Fe, donde está el Fútbol Americano Santa Fe.
En Ecuador fue creada la Federación de Football Americano de Ecuador (FFAE) en 2016, la cual se creó para consolidar las ideas de los equipos que se conformen en el país, además de organizar un campeonato nacional denominado Copa Mitad del Mundo, que inició con 4 equipos y en su segunda edición contó con 8 de diferentes provincias.
En República Dominicana se juega football desde los años 1980, inicialmente en eventos internacionales especialmente contra equipos de Puerto Rico, luego desde 2010 hasta 2017 hubo una liga nacional, la LDFA que cesó su actividades en 2018, dejando el paso a LIDOFA en 2022, primera liga nacional bajo la Federación Dominicana de Football Americano FEDOFA.